# Pacar (Tirto)
Pacar is een bestuurslaag in het regentschap Pekalongan van de provincie Midden-Java, Indonesië. Pacar telt 3689 inwoners (volkstelling 2010).